# Pak Thae-song
Pak Thae-song (coreano: 박태성; 14 de setembro de 1955) é um político norte-coreano. Ele é vice-presidente do Partido dos Trabalhadores da Coreia e foi presidente da Assembleia Popular Suprema de 2019 a 2023. Em 29 de dezembro de 2024, Pak foi nomeado primeiro-ministro da Coreia do Norte na conclusão da reunião geral anual de fim de ano do Comitê Central do Partido dos Trabalhadores da Coreia, sucedendo Kim Tok-hun.

## Biografia
Depois de servir como membro do Comitê Central do Partido dos Trabalhadores da Coreia, ele se tornou um membro candidato do politburo do partido. Em agosto de 2012, ele se tornou vice-presidente do Comitê Central do Partido dos Trabalhadores da Coreia. Em maio de 2014, ele se tornou o secretário responsável do comitê do partido em Pyongan do Sul. Como um executivo-chave na liderança organizacional do Partido dos Trabalhadores da Coreia, ele é conhecido como uma figura-chave que realmente move a República Popular Democrática da Coreia. Em 2021, ele desapareceu brevemente da aparência oficial da Coreia do Norte, e rumores de um expurgo estavam circulando. Em janeiro de 2023, foi confirmado que ele renunciou ao cargo de presidente da Assembleia Popular Suprema, e atualmente está servindo como membro do bureau político do Partido dos Trabalhadores da Coreia e secretário do secretariado.